# Schimmelbach (Neureichenau)
Schimmelbach ist ein Gemeindeteil der Gemeinde Neureichenau im niederbayerischen Landkreis Freyung-Grafenau.

## Lage
Das Dorf Schimmelbach liegt im Bayerischen Wald etwa zwei Kilometer östlich von Neureichenau am namengebenden Schimmelbach.

## Geschichte
Die Anfang des 19. Jahrhunderts gebildete Gemeinde Schimmelbach wurde am 27. April 1951 umbenannt in Gemeinde Neureichenau. Sie bestand aus den Gemeindeteilen Fischergrün, Gern, Neureichenau, Langbruck, Pleckenstein, Riedelsbach, Schimmelbach und Spillerhäuser. 1871 gab es im Dorf Schimmelbach 203 Einwohner, im Kirchdorf Neureichenau 117 Einwohner und alle Orte der Gemeinde gehörten zum Sprengel der Schule in Neureichenau und zur katholischen Pfarrei Breitenberg, die in Neureichenau eine Pfarrexpositur hatte. In den folgenden Jahren sanken die Bevölkerungszahlen in Schimmelbach und wuchsen in Neureichenau. Im Jahr 1900 gab es im Dorf Schimmelbach 154 Einwohner und in Neureichenau, das inzwischen zum Pfarrdorf geworden war, gab es 170 Einwohner. Das zuständige Postamt war nun in Neureichenau und nicht mehr in Breitenberg.